# Iridomyrmex reburrus
Iridomyrmex reburrus é uma espécie de formiga do gênero Iridomyrmex.